# Kimberly Scott
Kimberly Aileen Scott (Kingsville, 11 dicembre 1961) è un'attrice statunitense.

## Biografia
Scott è nata in Texas. Ha frequentato la scuola alla Texas A & M University-Kingsville e all'Università del Texas prima di conseguire un diploma post laurea presso la Yale School of Drama.
È apparsa in film come The Abyss, Gross Anatomy, The Waterdance, Drop Zone, The Velocity di Gary, K-PAX, I Am Sam, Impostore, Gli Stati Uniti di Leland, Indovina chi, World Trade Center e Love & Other Droga.
Appare frequentemente nei film di Joel Schumacher come Flatliners, Falling Down e The Client. È l'unica attrice ad apparire in diversi film di Batman (Batman Forever e Batman & Robin) come personaggi diversi.
Nel 1988, è stata nominata per un Tony Award e un Drama Desk Award come miglior attrice protagonista in una commedia per Come and Gone di August Turner di Joe Wilson.
Scott è anche apparsa negli show televisivi MacGyver, Boy Meets World, The Commish, Family Dog, ER, Chicago Hope, Malibu Shores, 3rd Rock from the Sun, JAG, Sister, Sister, The Practice, NYPD Blue, Toccato da un angelo, Ancora e ancora, Cibo dell'anima, Diritto di famiglia, Provvidenza, Volontà e grazia, Wonderfalls, Settimo cielo e Medio.
Nel 2007, è apparsa nei cortometraggi Sponsored By, Under The Gun, Open House e Time Upon A Once realizzati durante il reality show On the Lot.
Nel 2010, è apparsa come Mama Nadi nella versione di Ruined del drammaturgo Lynn Nottage dell'Oregon Shakespeare Festival, nel 2011 ha interpretato il proprietario di taverne Mistress Quickly in Henry IV di Shakespeare, seconda parte, e nel 2018, ha interpretato Pistol, Sir Thomas Gray, e il governatore di Harfleur in "Enrico V".

## Filmografia parziale

### Cinema
- The Abyss, regia di James Cameron (1989)
- Gross Anatomy, regia di Thom Eberhardt (1989)
- Pronti a tutto (Downtown), regia di Richard Benjamin (1990)
- Linea mortale (Flatliners), regia di Joel Schumacher (1990)
- Omicidio tutto americano (All-American Murder), regia di Anson Williams (1991)
- The Waterdance, regia di Neal Jimenez e Michael Steinberg (1992)
- Un giorno di ordinaria follia (Falling Down), regia di Joel Schumacher (1993)
- Omicidio nel vuoto (Drop Zone), regia di  John Badham (1994)
- Batman Forever, regia di Joel Schumacher (1995)
- Batman & Robin, regia di Joel Schumacher (1997)
- Sweet Jane, regia di Joe Gayton (1998)
- Amore a doppio senso (The Velocity of Gary), regia di Dan Ireland (1998)
- Bellyfruit, regia di Kerri Green (1999)
- K-PAX - Da un altro mondo (K-PAX), regia di Iain Softley (2001)
- Mi chiamo Sam (I Am Sam), regia di Jessie Nelson (2001)
- Il delitto Fitzgerald (The United States of Leland), regia di Matthew Ryan Hoge (2003)
- Indovina chi (Guess Who), regia di Kevin Rodney Sullivan (2005)
- World Trade Center, regia di Oliver Stone (2006)
- The Great Buck Howard, regia di Sean McGinly (2007)
- Amore & altri rimedi (Love and Other Drugs), regia di Edward Zwick (2010)
- Respect, regia di Liesl Tommy (2021)

### Televisione
- Un uomo chiamato Falco (A Man Called Hawk), - serie TV (1989)
- Prison Stories: Women on the Inside - film TV (1991)
- Shannon's Deal - serie TV (1991)
- MacGyver - serie TV, episodio 7x02, (1991)
- Reclusa - La rabbia di una madre (Locked Up: A Mother's Rage) - film TV (1991)
- Il commissario Scali (The Commish) - serie TV (1991-1994)
- Indagini pericolose (Bodies of Evidence) - serie TV (1993)
- Father and Scout - serie TV (1994)
- Chicago Hope - serie TV (1995)
- Crescere, che fatica! (Boy Meets World) - serie TV (1996)
- I ragazzi di Malibu (Malibu Shores) - serie TV (1996)
- Una famiglia del terzo tipo (3rd Rock from the Sun) - serie TV (1996)
- Anche i dentisti vanno in paradiso (Toothless) - film TV (1997)
- JAG - Avvocati in divisa (JAG) - serie TV (1998)
- Sister, Sister - serie TV (1999)
- The Practice - Professione avvocati (The Practice) - serie TV (1999)
- NYPD - New York Police Department (NYPD Blue) - serie TV (2000)
- Il tocco di un angelo (Touched by an Angel) - serie TV (2000)
- Squadra Med - Il coraggio delle donne (Strong Medicine) - serie TV (2000)
- In tribunale con Lynn (Family Law) - serie TV (2000-2001)
- Ancora una volta (Once and Again) - serie TV (2001)
- Soul Food - serie TV (2001)
- Providence - serie TV (2001)
- Tutti amano Raymond (Everybody Loves Raymond) - serie TV (2002)
- Santa Jr. - serie TV (2002)
- Settimo cielo (7th Heaven) - serie TV (2003-2005)
- Wonderfalls - serie TV (2004)
- Medium - serie TV (2006-2007)